# Cầu Hàn
Cầu Hàn là một cây cầu bắc qua sông Thái Bình tại thành phố Hải Dương, tỉnh Hải Dương, Việt Nam.
Cầu nằm ở phía tây bắc thành phố Hải Dương, nối liền phường Cẩm Thượng với xã An Thượng thuộc thành phố Hải Dương.
Dự án cầu Hàn và đường dẫn có chiều dài 10,8 km, điểm đầu kết nối với Quốc lộ 5 và điểm cuối kết nối với Quốc lộ 37 tại Km 78+500 (thuộc địa bàn huyện Nam Sách). Trong đó, cầu Hàn có chiều dài 763,88 m, chiều rộng 15 m.
Công trình được khởi công xây dựng vào ngày 2 tháng 6 năm 2009 và thông xe vào ngày 22 tháng 10 năm 2015.